# Irvine Page
Pour les articles homonymes, voir Page.
Irvine Heinly Page (7 janvier 1901 - 10 juin 1991) est un physiologiste américain qui joue un rôle important dans le domaine de l'hypertension pendant près de 60 ans, travaillant à la Clinique de Cleveland en tant que première chaire de recherche,,.

## Biographie
Irvine Page est né le 7 janvier 1901 à Indianapolis, dans l'Indiana. Il fréquente l'Université Cornell, avec un diplôme de premier cycle en chimie (1921) et un diplôme de médecine en 1926. Page termine son internat aux hôpitaux presbytérien et Bellevue à New York.
Après avoir terminé son stage, Page effectue ensuite des recherches en chimie physique à Woods Hole puis à New York. En 1928, il rejoint l'Institut Kaiser Wilhelm à Munich, en Allemagne, où il commence un nouveau département de neurochimie. Avec la montée au pouvoir d'Hitler, Page quitte Munich en 1931 pour travailler avec Donald Van Slyke à l'Institut Rockefeller pour la recherche médicale à New York. Il travaille à l'Institut Rockefeller jusqu'en 1937. Page retourne ensuite à Indianapolis en tant que directeur du laboratoire de recherche clinique d'Eli Lilly au City Hospital. En 1945, Page organise alors une nouvelle division de recherche à la Clinique de Cleveland.
Ses premières contributions sont publiées au début des années 1930 et sa plus récente, "Hypertension Research: A Memoir: 1920–1960", en 1988. Il est peut-être mieux connu pour la co-découverte de la sérotonine en 1948, bien qu'il soit aussi connu dans quatre autres domaines : le système rénine-angiotensine, la théorie de la mosaïque de l'hypertension, le traitement des l'hypertension et plaidoyer public et professionnel pour la reconnaissance de cette condition et de ses effets dans la vie quotidienne. Dans des travaux antérieurs, il publie sur la neurochimie du cerveau.
Page reçoit de nombreux prix pour son travail. Il est sur la couverture du magazine Time en 1955. Il est président de l'American Heart Association (1956–57); il reçoit dix diplômes honorifiques et un certain nombre de prix prestigieux - le prix commémoratif Ida B. Gould de l'Association américaine pour l'avancement des sciences (1957); le Prix Albert-Lasker (1958); le Prix Gairdner (1963); le Distinguished Award de l'Association médicale américaine (1964); le prix Oscar B.Hunter (1966); le Golden Plate Award de l'American Academy of Achievement (1966), le Prix de la Fondation Passano (1967); et le prix Stouffer (maintenant le prix Novartis) pour la recherche sur l'hypertension en 1970. Il est élu à l'Académie nationale des sciences en 1971 et publie ses mémoires en 1988.
L'American Heart Association Irvine H. Page Young Investigator Research Award et le Irvine Page - Alva Bradley Lifetime Achievement Award sont nommés en son honneur.
Une collection de ses papiers est conservée à la National Library of Medicine à Bethesda, Maryland.
Il est marié à Beatrice Allen, danseuse, poète et auteur du livre The Bracelet. Sa sœur Ruth Page, est une célèbre danseuse de ballet américaine. Page est également un musicien doué, un trait qu'il transmet à ses deux fils, Christopher Page et Nicholas Page. Page vit à Cleveland, OH avec sa femme et ses enfants, passant l'été à Hyannis Port à Cape Cod. Ayant pris sa retraite à Hyannis Port, Massachusetts, Page est décédé subitement le 10 juin 1991, à l'âge de 90 ans. Il avait déjà été blessé dans un accident de voiture en mars 1990 et souffrait d'une mauvaise santé en raison d'un accident vasculaire cérébral et d'une crise cardiaque antérieurs.